# Shaun Ontong
Shaun Paul Ontong (Camberra, 25 de março de 1987) é um jogador de futebol australiano que joga no Newcastle United Jets.